# Воспоминания Шерлока Холмса
«Записки о Шерлоке Холмсе» или «Воспоминания Шерлока Холмса» (англ. The Memoirs of Sherlock Holmes) — сборник из одиннадцати детективных рассказов Артура Конана Дойла, опубликованный в 1893 году. Сборник был составлен самим автором. Выходившие в СССР под таким названием ("Записки о Шерлоке Холмсе")  сборники рассказов и повестей часто включали тексты и из других сборников ("Архив Шерлока Холмса" и др.) и могли не содержать какие-то рассказы из оригинального сборника.
Как и рассказы из первого сборника о Холмсе «Приключения Шерлока Холмса», истории сначала публиковались в журнале "Strand Magazine" с декабря 1892 по декабрь 1893 года. Единым сборником рассказы в Великобритании вышли в конце 1893 года в издательстве "G. Newnes Ltd." при том, что на издании был указан 1894 год. 
В США издательство "Harper & Brothers" выпустило сборник в феврале 1894 года.
После этого сборника Конан Дойл планировал завершить историю похождений Холмса, убив персонажа в рассказе «Последнее дело Холмса». Однако настойчивые требования читателей вынудили писателя вернуться к своему персонажу, написав в 1901—1902 годах повесть «Собака Баскервилей», действие которой происходит до событий «Последнего дела Холмса». В 1903 году писатель приступил к новому сборнику рассказов «Возвращение Шерлока Холмса», где выяснилось, что Холмс не погиб в рассказе «Последнее дело Холмса».
Среди рассказов, опубликованных в Strand Magazine, была «Картонная коробка» (появилась в январском номере 1893 года). Однако в первом полном лоднонском издании сборника этого рассказа не было, в сборник вошло только 11 рассказов. В первом американском издании рассказ «Картонная коробка» был, однако был быстро исключён из него. Причины исключения рассказа из сборника остаются неясными. В Великобритании рассказ был исключён из сборника, возможно, по настоянию Конан Дойла, который посчитал, что описание супружеской измены неприемлемо для молодой аудитории. В США также могли посчитать, что история слишком скандальна для американской публики. Долгие годы рассказ оставался неопубликованным в США и был включён лишь в сборник «Его прощальный поклон», вышедший в 1917 году. В британских изданиях со временем рассказ стал публиковаться в сборнике «Воспоминания Шерлока Холмса», однако в американских изданиях рассказ традиционно входит в сборник «Его прощальный поклон».

## Рассказы
| №  | Рассказ               | Оригинальное название                    | Время действия  | Синопсис | Примечание |
| -- | --------------------- | ---------------------------------------- | --------------- | --- | --- |
| 1. | Серебряный            | Silver Blaze                             | 1888            | Около стойла фаворита предстоящих скачек, коня по кличке «Серебряный», найден мёртвый тренер, сам конь бесследно пропал. | В английских изданиях за этим рассказом следует «Картонная коробка», перенесённая в американских (и русских) изданиях в сборник «Его прощальный поклон».                                                                     |
| 2  | Жёлтое лицо           | The Adventure of the Yellow Face         | 1888            | Англичанин, любящий курить трубку, обнаруживает, что жена тайком от него ходит в дом, где живёт кто-то с жёлтым лицом. | Рассказ, в котором предположения Холмса оказываются неверными, а также упоминается рассказ «Второе пятно», написанный 11 годами позже. Не преступление.                                                                      |
| 3  | Приключение клерка    | The Adventure of the Stockbroker's Clerk | июнь 1889       | Клерка берут в хороший банкирский дом, но неожиданно неизвестная фирма предлагает ему совершенно невероятную зарплату и «перекупает» его. | |
| 4  | Глория Скотт          | The Adventure of the Gloria Scott        | 1875 (?)        | Молодой Холмс и его однокурсник по колледжу едут в поместье отца последнего. Спустя несколько дней к отцу приезжает его давний знакомый. Гость живёт в доме некоторое время и пугает сына, а потом отец выгоняет гостя из дома. Впоследствии отец получает странную записку, которая убивает его. | Один из рассказов о молодости Холмса — его «первое дело», по собственным словам. При ближайшем рассмотрении оказывается, что дело не могло иметь место ранее 1885 года, что ставит под сомнение правдивость рассказа Холмса. |
| 5  | Обряд дома Месгрейвов | The Adventure of the Musgrave Ritual     | 1879            | Бывший знакомый Холмса по колледжу Месгрейв обращается к нему по поводу загадочных событий, происходящих в его замке. | Один из рассказов о молодости Холмса — он только что обосновался в Лондоне и начал заниматься практикой. По его словам, «третье дело», с которым к нему обратились.                                                          |
| 6  | Рейгетские сквайры    | The Adventure of the Reigate Squire      | апрель 1887     | Ради восстановления здоровья Ватсон увозит Холмса в Суррей, где в домах двух враждующих семейств происходят преступления, в результате которых убит кучер, служащий у помещиков — отца и сына. Холмс изучает краешек записки, найденный в руке убитого.                                           | |
| 7  | Горбун                | The Adventure of the Crooked Man         | лето 1889       | После ссоры с женой найден мёртвым полковник, служивший в Индии. Женщина находится в состоянии шока, её подозревают в убийстве. | Рассказ, в котором Холмс наконец-то произносит слово «Элементарно» (“Excellent!” I cried. — “Elementary,” said he.). Не преступление.                                                                                        |
| 8  | Постоянный пациент    | The Adventure of the Resident Patient    | 1886            | Доктор, которому меценат купил дом и практику под условием постоянного обслуживания, получает нового клиента — некоего русского дворянина, новость о котором пугает мецената. | |
| 9  | Случай с переводчиком | The Adventure of the Greek Interpreter   | 1888            | Переводчика-грека заставляют переводить для человека с пластырем на лице, а потом запугивают его, чтобы он помалкивал, иначе ему грозит смерть. | Впервые появляется Майкрофт, брат Шерлока. |
| 10 | Морской договор       | The Adventure of the Naval Treaty        | июль 1889       | Школьный приятель Ватсона, сотрудник британского МИДа, болезнью прикованный к кровати, просит его помощи в связи с пропажей важного документа — оригинала тайного договора между Англией и Италией.                                                                                               | |
| 11 | Последнее дело Холмса | The Adventure of the Final Problem       | апрель-май 1891 | Финальная схватка Холмса и Мориарти у Рейхенбахского водопада. | Один из немногих рассказов о Холмсе, где он покидает Британию и едет на поезде с Ватсоном в Швейцарские Альпы. |